# Martha Jefferson
Martha Wayles Skelton Jefferson, nascida Martha Wayles (30 de outubro/19 de outubro (Velho estilo) de 1748 – 6 de setembro de 1782) foi a esposa do 3º presidente norte-americano Thomas Jefferson. No entanto, ela nunca chegou a se tornar a primeira-dama dos Estados Unidos, porque veio a falecer muito antes de seu marido assumir a presidência.